# Specjacja radiacyjna
Specjacja radiacyjna (zwana również właściwą) – typ specjacji, któremu poszczególne populacje danego gatunku ulegają z różnym tempem (a niektóre wcale), a zmiany populacyjne będące jego konsekwencją mogą zachodzić w różnych kierunkach. Prowadzi do powstania wielu zróżnicowanych gatunków potomnych, przy możliwości przeżycia przodków.